# Kunlavut Vitidsarn
Kunlavut Vitidsarn (thailändisch กุลวุฒิ วิทิตศานต์; * 11. Mai 2001 in Chon Buri) ist ein thailändischer Badmintonspieler.

## Karriere
Vitidsarn kam mit sieben Jahren durch seinen Vater, der Trainer ist, zum Badminton. Mit dem thailändischen Nachwuchsteam wurde er 2016 bei den Juniorenweltmeisterschaften Dritter. 2017 erspielte er bei den Juniorenasienmeisterschaften die Bronzemedaille und wurde Juniorenweltmeister. Im folgenden Jahr erreichte Vitidsarn das Endspiel der Tata Open India International Challenge und triumphierte mit seinem Sieg bei den Nepal International erstmals einem internationalen Turnier der Erwachsenen. Außerdem qualifizierte er sich für die Olympischen Jugend-Sommerspiele in Buenos Aires. Während er im Einzel das Viertelfinale ausschied, gewann er im Teamwettbewerb, in dem gemischte Mannschaften verschiedener Nationen antraten, die olympische Silbermedaille. Im Finale der Juniorenasienmeisterschaft unterlag Vitidsarn gegen den Inder Lakshya Sen, während er bei den Juniorenweltmeisterschaften seinen Titel verteidigte. 2019 erreichte er das Endspiel der Mongolia International und triumphierte bei den Iran Fajr International, den Polish Open, den Finnish Open und den Spanish International. Bei den Juniorenasienmeisterschaften konnte Vitidsarn erstmals den Titel gewinnen und war auch mit der Nationalmannschaft erfolgreich. Als erster Spieler im Herreneinzel konnte er zum dritten Mal Juniorenweltmeister werden und erspielte mit dem thailändischen Team die Bronzemedaille. Im nächsten Jahr zog Vitidsarn zum ersten Mal in ein Finale bei einem Wettbewerb der BWF World Tour ein, als er bei den Spain Masters im Finale gegen Viktor Axelsen unterlag. Auch 2021 erreichte er die Endspiele bei den Swiss Open und den BWF World Tour Finals und scheiterte jeweils an dem dänischen Olympiasieger. Im Jahr darauf erspielte Vitidsarn bei den German Open seinen ersten World-Tour-Titel und wurde Vizeweltmeister, nachdem er sich ein weiteres Mal gegen Axelsen geschlagen geben musste. 2022 gewann er die Silbermedaille bei der Weltmeisterschaft in Tokio. Im darauf folgenden Jahr 2023, holte er den Titel bei der Weltmeisterschaft in Kopenhagen. Bei den Olympischen Spielen 2024 in Paris gewann er die Silbermedaille und gewann auch die Korean Masters. Den Erfolg dort konnte er 2025 wiederholen.

## Sportliche Erfolge
| Jahr | Veranstaltung                       | Platz | Disziplin    |
| ---- | ----------------------------------- | ----- | ------------ |
| 2016 | U17-Juniorenasienmeisterschaft 2016 | 1.    | Mixed        |
| 2016 | U17-Juniorenasienmeisterschaft 2016 | 1.    | Herreneinzel |
| 2016 | Juniorenweltmeisterschaft 2016      | 3.    | Mannschaft   |
| 2017 | Indonesia Juniors 2017              | 1.    | Herreneinzel |
| 2017 | Thailand Juniors 2017               | 1.    | Herreneinzel |
| 2017 | Indian Juniors 2017                 | 1.    | Herreneinzel |
| 2017 | Singapur Juniors 2017               | 1.    | Herreneinzel |
| 2017 | U19-Juniorenasienmeisterschaft 2017 | 3.    | Herreneinzel |
| 2017 | U17-Juniorenasienmeisterschaft 2017 | 1.    | Herreneinzel |
| 2017 | Juniorenweltmeisterschaft 2017      | 1.    | Herreneinzel |
| 2018 | Indonesia Juniors 2018              | 1.    | Herreneinzel |
| 2018 | Thailand Juniors 2018               | 1.    | Herreneinzel |
| 2018 | Thailand Juniors 2018               | 1.    | Mixed        |
| 2018 | German Juniors 2018                 | 1.    | Herreneinzel |
| 2018 | Dutch Juniors 2018                  | 1.    | Herreneinzel |
| 2018 | U19-Juniorenasienmeisterschaft 2018 | 2.    | Herreneinzel |
| 2018 | Juniorenweltmeisterschaft 2018      | 1.    | Herreneinzel |
| 2018 | Olympische Jugend-Sommerspiele 2018 | 2.    | Mannschaft   |
| 2019 | Thailand Juniors 2019               | 1.    | Herreneinzel |
| 2019 | Thailand Juniors 2019               | 1.    | Mixed        |
| 2019 | U19-Juniorenasienmeisterschaft 2019 | 1.    | Herreneinzel |
| 2019 | U19-Juniorenasienmeisterschaft 2019 | 1.    | Mannschaft   |
| 2019 | Juniorenweltmeisterschaft 2019      | 1.    | Herreneinzel |
| 2019 | Juniorenweltmeisterschaft 2019      | 3.    | Mannschaft   |

| Jahr | Veranstaltung                                | Platz | Disziplin    |
| ---- | -------------------------------------------- | ----- | ------------ |
| 2018 | Tata Open India International Challenge 2018 | 2.    | Herreneinzel |
| 2018 | Nepal International 2018                     | 1.    | Herreneinzel |
| 2019 | Mongolia International 2019                  | 2.    | Herreneinzel |
| 2019 | Iran Fajr International 2019                 | 1.    | Herreneinzel |
| 2019 | Polish Open 2019                             | 1.    | Herreneinzel |
| 2019 | Finnish Open 2019                            | 1.    | Herreneinzel |
| 2019 | Spanish International 2019                   | 1.    | Herreneinzel |
| 2020 | Spain Masters 2020                           | 2.    | Herreneinzel |
| 2021 | Swiss Open 2021                              | 2.    | Herreneinzel |
| 2021 | BWF World Tour Finals 2021                   | 2.    | Herreneinzel |
| 2022 | German Open 2022                             | 1.    | Herreneinzel |
| 2022 | Weltmeisterschaft 2022                       | 2.    | Herreneinzel |
| 2023 | Weltmeisterschaft 2023                       | 1.    | Herreneinzel |
| 2024 | Olympische Spiele                            | 2.    | Herreneinzel |
| 2024 | Korea Masters                                | 1.    | Herreneinzel |
| 2025 | Korea Masters                                | 1.    | Herreneinzel |